# Giancarlo Dal Forno
Giancarlo Dal Forno (Marano Lagunare, 28 novembre 1949) è un ex arbitro di calcio italiano.

## Carriera arbitrale
Frequenta e supera il corso per arbitri di calcio organizzato dalla Sezione di Ivrea il 18 marzo 1972.
Supera tutte le categorie, approdando alla Commissione Arbitri Nazionale Serie A e B nel 1986. Permane nel massimo Organo Tecnico solo fino al 1991. In tutto dirige 8 gare di Serie A, categoria nella quale debutta nella gara Sampdoria-Verona (2-1) dell'11 giugno 1989.

## Carriera dirigenziale
Per sette stagioni sportive è Vice Commissario alla C.A.N. D e per una alla C.A.N. C. Nel 1999, come Osservatore Arbitrale, guadagna la C.A.N. C e poi, dopo tre stagioni sportive, la C.A.N. componente del Settore Tecnico nella stagione 2006-2007, come responsabile degli Ispettori Tecnici.
Il 19 luglio 2007 viene nominato a sorpresa dal Comitato Nazionale dell'A.I.A., su proposta del Presidente Cesare Gussoni, Commissario della Commissione Arbitri Nazionale Serie C, rimanendo in carica per due anni fino al luglio 2009.
Dal 2008 al 2011 è stato Osservatore Arbitrale UEFA.
Nel giugno 2011 viene dismesso dal ruolo di osservatore degli arbitri CAN A.
Nel 2011 ha ricevuto dal CONI la Stella di Bronzo al Merito Sportivo.

## Premi e riconoscimenti
Nella stagione sportiva 1984-1985 viene insignito del titolo di "migliore arbitro della Serie C".

Nella stagione sportiva 2006-2007 viene insignito, con il "Premio Monti", del titolo di "migliore osservatore" della C.A.N.

## Vita privata
Nella vita è dirigente d'azienda presso lo studio "Brevetti GLP".
È sposato dal 1972 con Maria Pia ed ha un figlio, Paolo, nato nel 1976.
Nel 2006 ha ricevuto dal Presidente della Repubblica Carlo Azeglio Ciampi la Stella di Maestro del Lavoro.